# گته ده
گته ده روستایی از توابع شهرستان طالقان در استان البرز می‌باشد.
روستایی است در بخش بالا طالقان این ده سردسیر و کوهستانی می‌باشد آب این ده از رودخانۀ گرآب و درۀ کهارکوه. شغل مردم این روستا زراعت و گله داری است و عده‌ای در اداره‌های تهران مشغول به کار هستند.

## مردم

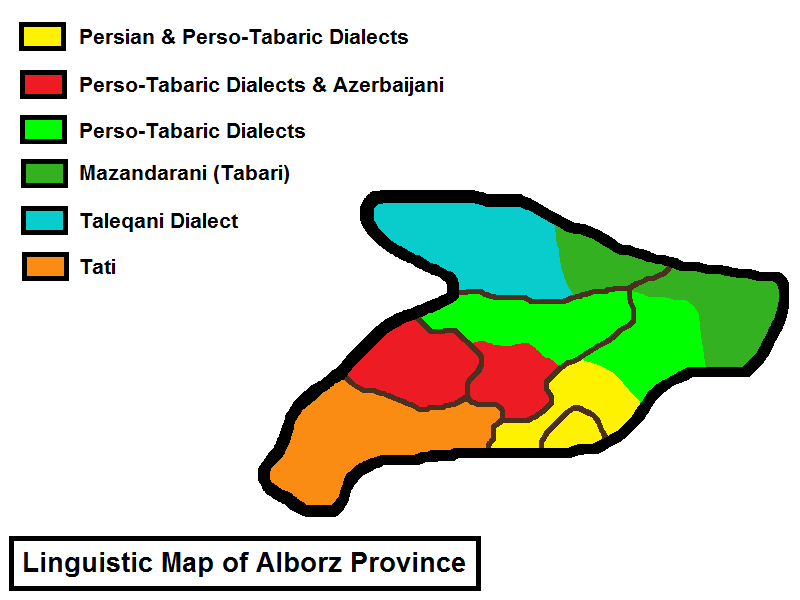
نقشهٔ زبانی استان البرز : رنگ زرد زبان فارسی و گویش‌های فارسی-مازندرانی(کرجی) ، رنگ قرمز گویش‌های فارسی-مازندرانی و آذربایجانی ، رنگ سبز روشن گویش‌های فارسی-مازندرانی ، رنگ سبز تیره زبان مازندرانی ، رنگ آبی گویش تاتی طالقانی ، رنگ نارنجی زبان تاتی

اهالی گته ده تبری هستند و به گویش طبری طالقانی زبان مازندرانی صحبت می‌کنند. گَت در زبان تبری به معنای بزرگ می‌باشد و منظور از "گته ده" آبادی بزرگ است.

## محصولات
غلات ، سیب زمینی ، بنشن و قلمستان از محصولات این روستا است.

## صنایع دستی
کرباس ، گلیم ، جاجیم و شال بافی از صنایع دستی این روستا می‌باشد.

## آثار تاریخی
در جنوب روستا روی کوه‌های میرابشم قلعه‌ای به نام قلعه دختر دیده می‌شود.